# Élections législatives de 1967 dans les Yvelines
Les élections législatives françaises de 1967 se déroulent les 5 et 12 mars 1967. Dans le département des Yvelines, huit députés sont à élire dans le cadre de huit circonscriptions.

## Élus
| Circonscription | Député sortant     | Parti              | Parti              | Député élu ou réélu        | Parti | Parti          |
| --------------- | ------------------ | ------------------ | ------------------ | -------------------------- | ----- | -------------- |
| 1re             | Nouvellement créée | Nouvellement créée | Nouvellement créée | Michel Jamot               |       | UD-Ve          |
| 2e              | Nouvellement créée | Nouvellement créée | Nouvellement créée | Jean-Paul Palewski         |       | UD-Ve          |
| 3e              | Nouvellement créée | Nouvellement créée | Nouvellement créée | Pierre Métayer             |       | FGDS (SFIO)    |
| 4e              | Nouvellement créée | Nouvellement créée | Nouvellement créée | Pierre Clostermann         |       | UD-Ve          |
| 5e              | Nouvellement créée | Nouvellement créée | Nouvellement créée | Bernard Destremau          |       | RI             |
| 6e              | Nouvellement créée | Nouvellement créée | Nouvellement créée | Robert Wagner              |       | UD-Ve          |
| 7e              | Nouvellement créée | Nouvellement créée | Nouvellement créée | Maurice Quettier           |       | PCF            |
| 8e              | Nouvellement créée | Nouvellement créée | Nouvellement créée | Jacqueline Thome-Patenôtre |       | FGDS (Radical) |

## Résultats

### Résultats à l'échelle du département
| Parti                                                 | Parti                                                 | Parti                                                 | Premier tour | Premier tour | Second tour | Second tour | Sièges |
| Parti                                                 | Parti                                                 | Parti                                                 | Voix         | %            | Voix        | %           | Sièges |
| ----------------------------------------------------- | ----------------------------------------------------- | ----------------------------------------------------- | ------------ | ------------ | ----------- | ----------- | ------ |
|                                                       |                                                       | Union des démocrates pour la Ve République            | 117 504      | 33,76        | 143 789     | 43,95       | 4      |
|                                                       | Républicains indépendants                             | 12 164                                                | 3,49         | 17 848       | 5,46        | 1           |        |
|                                                       | Divers droite (gaulliste)                             | 4 031                                                 | 1,16         |              |             | 0           |        |
| Total Union des républicains de progrès               | Total Union des républicains de progrès               | 133 699                                               | 38,41        | 161 637      | 49,41       | 5           |        |
|                                                       | Parti communiste français                             | Parti communiste français                             | 87 724       | 25,20        | 98 483      | 30,10       | 1      |
|                                                       |                                                       | Section française de l'Internationale ouvrière        | 22 142       | 6,36         | 31 560      | 9,65        | 1      |
|                                                       | Parti radical                                         | 18 745                                                | 5,39         | 26 740       | 8,17        | 1           |        |
|                                                       | Convention des institutions républicaines             | 15 953                                                | 4,58         |              |             | 0           |        |
| Total Fédération de la gauche démocrate et socialiste | Total Fédération de la gauche démocrate et socialiste | 56 840                                                | 16,33        | 58 300       | 17,82       | 2           |        |
|                                                       |                                                       | Centre démocrate                                      | 32 163       | 9,24         |             |             | 0      |
|                                                       | Parti libéral européen                                | 10 361                                                | 2,98         | 8 630        | 2,64        | 0           |        |
|                                                       | Centre national des indépendants et paysans           | 9 446                                                 | 2,71         | 101          | 0,03        | 0           |        |
| Total Progrès et démocratie moderne                   | Total Progrès et démocratie moderne                   | 51 970                                                | 14,93        | 8 731        | 2,67        | 0           |        |
|                                                       | Parti socialiste unifié                               | Parti socialiste unifié                               | 9 041        | 2,60         | Retrait     | Retrait     | 0      |
|                                                       | Alliance républicaine pour les libertés et le progrès | Alliance républicaine pour les libertés et le progrès | 4 143        | 1,19         |             |             | 0      |
|                                                       | Modérés                                               | Modérés                                               | 2 791        | 0,80         | 0           |             |        |
|                                                       | Extrême droite                                        | Extrême droite                                        | 1 870        | 0,54         | 0           |             |        |
|                                                       |                                                       |                                                       |              |              |             |             |        |
| Inscrits                                              | Inscrits                                              | Inscrits                                              | 430 872      | 100,00       | 430 744     | 100,00      | 8      |
| Abstentions                                           | Abstentions                                           | Abstentions                                           | 76 099       | 17,66        | 88 154      | 20,47       |        |
| Votants                                               | Votants                                               | Votants                                               | 354 773      | 82,34        | 342 590     | 79,53       |        |
| Blancs et nuls                                        | Blancs et nuls                                        | Blancs et nuls                                        | 6 695        | 1,89         | 15 439      | 4,51        |        |
| Exprimés                                              | Exprimés                                              | Exprimés                                              | 348 078      | 98,11        | 327 151     | 95,49       |        |

### Résultats par circonscription

#### Première circonscription (Maisons-Laffitte)
| Candidat       | Candidat                 | Parti                     | Premier tour | Premier tour | Second tour | Second tour |  |
| Candidat       | Candidat                 | Parti                     | Voix         | %            | Voix        | %           |  |
| -------------- | ------------------------ | ------------------------- | ------------ | ------------ | ----------- | ----------- |  |
|                | Michel Jamot élu         | UD-Ve                     | 15 783       | 35,15        | 21 645      | 50,02       |  |
|                | Auguste Chrétienne       | PCF                       | 15 581       | 34,7         | 21 625      | 49,98       |  |
|                | Robert Dubernard         | FGDS (CIR)                | 5 032        | 11,21        |             |             |  |
|                | Stéphane Faussemagne     | CD (PDM)                  | 4 824        | 10,74        |             |             |  |
|                | Pierre-Alexandre Bourson | Divers droite (Gaulliste) | 3 682        | 8,2          |             |             |  |
|                |                          |                           |              |              |             |             |  |
| Inscrits       | Inscrits                 | Inscrits                  | 56 351       | 100,00       | 56 342      | 100,00      |  |
| Abstentions    | Abstentions              | Abstentions               | 10 506       | 18,64        | 11 270      | 20          |  |
| Votants        | Votants                  | Votants                   | 45 845       | 81,36        | 45 072      | 80          |  |
| Blancs et nuls | Blancs et nuls           | Blancs et nuls            | 943          | 2,06         | 1 802       | 4           |  |
| Exprimés       | Exprimés                 | Exprimés                  | 44 902       | 97,94        | 43 270      | 96          |  |

#### Deuxième circonscription (Saint-Germain-en-Laye)
| Candidat       | Candidat               | Parti          | Premier tour | Premier tour | Second tour | Second tour |  |
| Candidat       | Candidat               | Parti          | Voix         | %            | Voix        | %           |  |
| -------------- | ---------------------- | -------------- | ------------ | ------------ | ----------- | ----------- |  |
|                | Jean-Paul Palewski élu | UD-Ve          | 22 279       | 42,93        | 28 212      | 61,34       |  |
|                | Jean Chastang          | CD (PDM)       | 9 856        | 18,99        | Retrait     | Retrait     |  |
|                | Mario Urbanet          | PCF            | 9 279        | 17,88        | 17 784      | 38,66       |  |
|                | Alfred Delavaine       | FGDS (SFIO)    | 8 640        | 16,65        | Retrait     | Retrait     |  |
|                | Jean-Claude Varanne    | ARLP           | 1 841        | 3,55         |             |             |  |
|                |                        |                |              |              |             |             |  |
| Inscrits       | Inscrits               | Inscrits       | 64 437       | 100,00       | 64 432      | 100,00      |  |
| Abstentions    | Abstentions            | Abstentions    | 11 596       | 18           | 14 825      | 23,01       |  |
| Votants        | Votants                | Votants        | 52 841       | 82           | 49 607      | 76,99       |  |
| Blancs et nuls | Blancs et nuls         | Blancs et nuls | 946          | 1,79         | 3 611       | 7,28        |  |
| Exprimés       | Exprimés               | Exprimés       | 51 895       | 98,21        | 45 996      | 92,72       |  |

#### Troisième circonscription (Poissy - Conflans-Sainte-Honorine)
| Candidat       | Candidat              | Parti          | Premier tour | Premier tour | Second tour | Second tour |  |
| Candidat       | Candidat              | Parti          | Voix         | %            | Voix        | %           |  |
| -------------- | --------------------- | -------------- | ------------ | ------------ | ----------- | ----------- |  |
|                | Jean Drouot-L'Hermine | UD-Ve          | 22 589       | 38,06        | 26 846      | 45,96       |  |
|                | Roger Le Toullec      | PCF            | 15 016       | 25,3         | Retrait     | Retrait     |  |
|                | Pierre Métayer élu    | FGDS (SFIO)    | 13 502       | 22,75        | 31 560      | 54,04       |  |
|                | Daniel Demaison       | CD (PDM)       | 6 368        | 10,73        |             |             |  |
|                | Gérard Renard         | Extrême droite | 1 870        | 3,15         |             |             |  |
|                |                       |                |              |              |             |             |  |
| Inscrits       | Inscrits              | Inscrits       | 74 770       | 100,00       | 74 759      | 100,00      |  |
| Abstentions    | Abstentions           | Abstentions    | 14 076       | 18,83        | 14 689      | 19,65       |  |
| Votants        | Votants               | Votants        | 60 694       | 81,17        | 60 070      | 80,35       |  |
| Blancs et nuls | Blancs et nuls        | Blancs et nuls | 1 349        | 2,22         | 1 664       | 2,77        |  |
| Exprimés       | Exprimés              | Exprimés       | 59 345       | 97,78        | 58 406      | 97,23       |  |

#### Quatrième circonscription (Marly-le-Roi)
| Candidat       | Candidat               | Parti          | Premier tour | Premier tour | Second tour | Second tour |  |
| Candidat       | Candidat               | Parti          | Voix         | %            | Voix        | %           |  |
| -------------- | ---------------------- | -------------- | ------------ | ------------ | ----------- | ----------- |  |
|                | Pierre Clostermann élu | UD-Ve          | 13 301       | 38,65        | 17 544      | 57,19       |  |
|                | Jean-Paul Sergeant     | PCF            | 7 381        | 21,45        | 13 135      | 42,81       |  |
|                | Paul-Louis Tenaillon   | CD (PDM)       | 6 652        | 19,33        | Retrait     | Retrait     |  |
|                | Michel Rocard          | PSU            | 5 626        | 16,35        | Retrait     | Retrait     |  |
|                | Paul Vaur              | ARLP           | 1 450        | 4,21         |             |             |  |
|                |                        |                |              |              |             |             |  |
| Inscrits       | Inscrits               | Inscrits       | 42 170       | 100,00       | 42 151      | 100,00      |  |
| Abstentions    | Abstentions            | Abstentions    | 7 201        | 17,08        | 9 134       | 21,67       |  |
| Votants        | Votants                | Votants        | 34 969       | 82,92        | 33 017      | 78,33       |  |
| Blancs et nuls | Blancs et nuls         | Blancs et nuls | 559          | 1,6          | 2 338       | 7,08        |  |
| Exprimés       | Exprimés               | Exprimés       | 34 410       | 98,4         | 30 679      | 92,92       |  |

#### Cinquième circonscription (Versailles-Nord/Ouest)
| Candidat       | Candidat                       | Parti                     | Premier tour | Premier tour | Second tour | Second tour |  |
| Candidat       | Candidat                       | Parti                     | Voix         | %            | Voix        | %           |  |
| -------------- | ------------------------------ | ------------------------- | ------------ | ------------ | ----------- | ----------- |  |
|                | Bernard Destremau élu          | RI (URP)                  | 12 164       | 33,36        | 17 848      | 55,13       |  |
|                | Jean Cuguen                    | PCF                       | 9 925        | 27,22        | 14 423      | 44,55       |  |
|                | André Mignot                   | CNIP (PDM)                | 9 446        | 25,91        | 101         | 0,31        |  |
|                | Christian Boulant              | PSU                       | 3 415        | 9,37         |             |             |  |
|                | Jean-Marie Collong de La Croix | Modérés                   | 1 163        | 3,19         |             |             |  |
|                | Jacques Maurin                 | Divers droite (Gaulliste) | 349          | 0,96         |             |             |  |
|                |                                |                           |              |              |             |             |  |
| Inscrits       | Inscrits                       | Inscrits                  | 45 382       | 100,00       | 45 349      | 100,00      |  |
| Abstentions    | Abstentions                    | Abstentions               | 8 431        | 18,58        | 10 519      | 23,2        |  |
| Votants        | Votants                        | Votants                   | 36 951       | 81,42        | 34 830      | 76,8        |  |
| Blancs et nuls | Blancs et nuls                 | Blancs et nuls            | 489          | 1,32         | 2 458       | 7,06        |  |
| Exprimés       | Exprimés                       | Exprimés                  | 36 462       | 98,68        | 32 372      | 92,94       |  |

#### Sixième circonscription (Versailles-Sud/Est)
| Candidat       | Candidat                       | Parti          | Premier tour | Premier tour | Second tour | Second tour |  |
| Candidat       | Candidat                       | Parti          | Voix         | %            | Voix        | %           |  |
| -------------- | ------------------------------ | -------------- | ------------ | ------------ | ----------- | ----------- |  |
|                | Robert Wagner élu              | UD-Ve          | 16 394       | 47,19        | 18 884      | 59,46       |  |
|                | Maurice Bourjol                | PCF            | 7 499        | 21,59        | 12 875      | 40,54       |  |
|                | André Tarassenko               | FGDS (CIR)     | 5 129        | 14,77        | Retrait     | Retrait     |  |
|                | Jean de La Chauvinière         | CD (PDM)       | 4 463        | 12,85        | Retrait     | Retrait     |  |
|                | Jacques Deschanel              | ARLP           | 852          | 2,45         |             |             |  |
|                | Alain-André-Antoine Francillon | Modérés        | 400          | 1,15         |             |             |  |
|                |                                |                |              |              |             |             |  |
| Inscrits       | Inscrits                       | Inscrits       | 43 435       | 100,00       | 43 411      | 100,00      |  |
| Abstentions    | Abstentions                    | Abstentions    | 8 207        | 18,89        | 9 770       | 22,51       |  |
| Votants        | Votants                        | Votants        | 35 228       | 81,11        | 33 641      | 77,49       |  |
| Blancs et nuls | Blancs et nuls                 | Blancs et nuls | 491          | 1,39         | 1 882       | 5,59        |  |
| Exprimés       | Exprimés                       | Exprimés       | 34 737       | 98,61        | 31 759      | 94,41       |  |

#### Septième circonscription (Mantes-la-Jolie)
| Candidat       | Candidat                     | Parti          | Premier tour | Premier tour | Second tour | Second tour |  |
| Candidat       | Candidat                     | Parti          | Voix         | %            | Voix        | %           |  |
| -------------- | ---------------------------- | -------------- | ------------ | ------------ | ----------- | ----------- |  |
|                | Gérard Prioux                | UD-Ve          | 14 021       | 32,01        | 17 028      | 38,44       |  |
|                | Maurice Quettier élu         | PCF            | 12 402       | 28,31        | 18 641      | 42,08       |  |
|                | Jean-Paul David              | PLE (PDM)      | 10 361       | 23,65        | 8 630       | 19,48       |  |
|                | Jean-Pierre Bonneyrat-Rollin | FGDS (CIR)     | 5 792        | 13,22        | Retrait     | Retrait     |  |
|                | Michel Davet                 | Modérés        | 1 228        | 2,8          |             |             |  |
|                |                              |                |              |              |             |             |  |
| Inscrits       | Inscrits                     | Inscrits       | 52 989       | 100,00       | 52 969      | 100,00      |  |
| Abstentions    | Abstentions                  | Abstentions    | 8 133        | 15,35        | 7 900       | 14,91       |  |
| Votants        | Votants                      | Votants        | 44 856       | 84,65        | 45 069      | 85,09       |  |
| Blancs et nuls | Blancs et nuls               | Blancs et nuls | 1 052        | 2,35         | 770         | 1,71        |  |
| Exprimés       | Exprimés                     | Exprimés       | 43 804       | 97,65        | 44 299      | 98,29       |  |

#### Huitième circonscription (Trappes - Rambouillet)
| Candidat       | Candidat                        | Parti          | Premier tour | Premier tour | Second tour | Second tour |  |
| Candidat       | Candidat                        | Parti          | Voix         | %            | Voix        | %           |  |
| -------------- | ------------------------------- | -------------- | ------------ | ------------ | ----------- | ----------- |  |
|                | Jacqueline Thome-Patenôtre élue | FGDS (Radical) | 18 745       | 44,08        | 26 740      | 66,24       |  |
|                | Jean Dutourd                    | UD-Ve          | 13 137       | 30,89        | 13 630      | 33,76       |  |
|                | Bernard Hugo                    | PCF            | 10 641       | 25,02        | Retrait     | Retrait     |  |
|                |                                 |                |              |              |             |             |  |
| Inscrits       | Inscrits                        | Inscrits       | 51 338       | 100,00       | 51 331      | 100,00      |  |
| Abstentions    | Abstentions                     | Abstentions    | 7 949        | 15,48        | 10 047      | 19,57       |  |
| Votants        | Votants                         | Votants        | 43 389       | 84,52        | 41 284      | 80,43       |  |
| Blancs et nuls | Blancs et nuls                  | Blancs et nuls | 866          | 2            | 914         | 2,21        |  |
| Exprimés       | Exprimés                        | Exprimés       | 42 523       | 98           | 40 370      | 97,79       |  |